# Єнбек (Кордайський район)
Єнбе́к (каз. Еңбек) — село у складі Кордайського району Жамбильської області Казахстану. Входить до складу Карасайського сільського округу.
Населення — 949 осіб (2021; 939 у 2009, 976 у 1999, 1175 у 1989).